# Eckehart Schumacher-Gebler
Eckehart Schumacher-Gebler, auch Eckehart SchumacherGebler (* 13. Juli 1934; † 17. Dezember 2022), war ein deutscher Drucker, Gründer und Professor für Druckkunst.

## Leben
Schumacher-Gebler stammte aus einer Münchner Druckerfamilie. Er absolvierte eine Ausbildung zum Drucker und zum Schriftsetzer (Schweizerdegen) und studierte an der Hochschule für Grafisches Gewerbe München. Anfang der 1960er Jahre übernahm er die elterliche Druckerei.
Schumacher-Gebler kaufte nach der Wende die 1829 in Leipzig gegründete Druckerei Offizin Haag-Drugulin, die in der DDR als Teil des VEB Druckerei Anderson Nexö verstaatlicht wurde. Diese sollte von der Treuhand an ein Versandhaus verkauft werden was durch den Kauf verhindert wurde und Kulturgut rettete. Schumacher-Gebler gilt als Bewahrer unzähliger Bestände dieser traditionsreichen Druckerei sowie des DDR-Schriftbetriebs, unter anderem des VEB Typoart. 1994 gründete Schumacher-Gebler das Leipziger Museum für Druckkunst am ehemaligen Standort der Druckerei in der Leipziger Nonnenstraße. Er rief auch die Leipziger Typotage ins Leben. 1997 erhielt er für seine Arbeit den Antiquaria-Preis.
Außerdem betrieb Schumacher-Gebler in Dresden eine Druckerei mit dem Namen Offizin Haag-Drugulin, ein Studio für Typografie sowie einen Verlag. Die Offizin Haag-Drugulin setzt Bücher noch per Hand und gießt im Monotypesatz. Nach dem Tod Eckehart Schumacher-Geblers war die Zukunft des Betriebs ungewiss und es wurde zu seiner Rettung aufgerufen. Tatsächlich wurden die Mitarbeiter entlassen und der Betrieb eingestellt. Im Mai 2023 wurde bekannt, dass das Museum für Druckkunst in Leipzig die Sammlung Schumacher-Geblers übernehmen und in seinen Bestand integrieren wird.
Eckehart Schumacher-Gebler war seit 2013 Honorarprofessor für Druckkunst an der Hochschule der Bildenden Künste Saar.
2022 erhielt er den Gutenberg-Preis der Internationalen Gutenberg-Gesellschaft in Mainz e.V. und der Stadt Mainz.

## Publikationen als Autor
- Das geheimnisvolle Holländische Mediäval. In: Marginalien. Bd. 176, 2004, Nr. 4, S. 3–24.
- Die Perpetua. In: Kinderjahre in München. 1999, S. 123–126.
- Der Einfluß Bodonis und anderer ausländischer Schriftschneider auf die Entstehung klassizistischer Druckschriften in Deutschland. In: Gutenberg-Jahrbuch. Bd. 68, 1993, S. 172–209.
- Neue Schriftgrössen für die Druckindustrie. Bundesverb. Druck, Abt. Technik u. Forschung, Fachbereich Satzherstellung, 1984?